# Waterphone

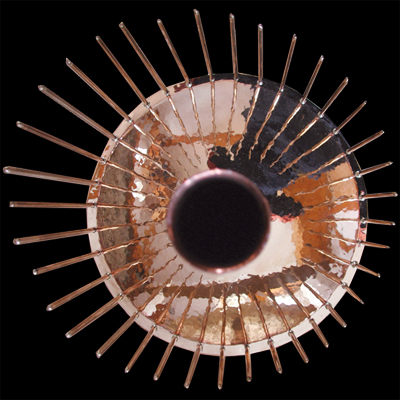
Un waterphone photographié d'en haut.

Le waterphone est un instrument de musique de la famille des instruments à friction. Inventé à la fin des années 1960 par Richard Waters (en), il se présente comme un réservoir arrondi en acier inoxydable, souvent plat (mais pouvant revêtir différentes formes), auquel est relié un tube. Sur le pourtour du réservoir sont fixées des tiges en bronze de différentes tailles. On peut introduire une petite quantité d'eau dans le tube, ce qui provoque des échos et des variations de hauteur, produisant un son parfois comparé au chant des baleines et autres cétacés...

## Invention et évolution
Les premiers prototypes de waterphone sont nés à la fin des années soixante des expérimentations de Richard Waters, musicien, artiste et inventeur. Le principe du waterphone s'inspire de divers instruments de musiques : tambour d'eau tibétain, Kalimba (« piano à doigts »), violon de fer, Cristal Baschet.
Jusqu'à son décès en juillet 2013, les waterphones étaient toujours fabriqués à la commande par Richard Waters lui-même, qui signait et datait chaque instrument,.
Depuis son invention, le waterphone a évolué et différents modèles ont vu le jour, différents par leur forme, leur taille, leur fabrication et leur accord. La famille actuelle comporte trois modèles à main et deux modèles fixes.
Des modèles alternatifs existent, mais Richard Waters étant titulaire du brevet sur les waterphones, les seuls véritables waterphones pouvant porter ce nom sont les modèles qu'il a lui-même fabriqués.
On peut voir des photos de prototypes de waterphone sur le site  de la Percussive Arts Society.

## Modes de jeu

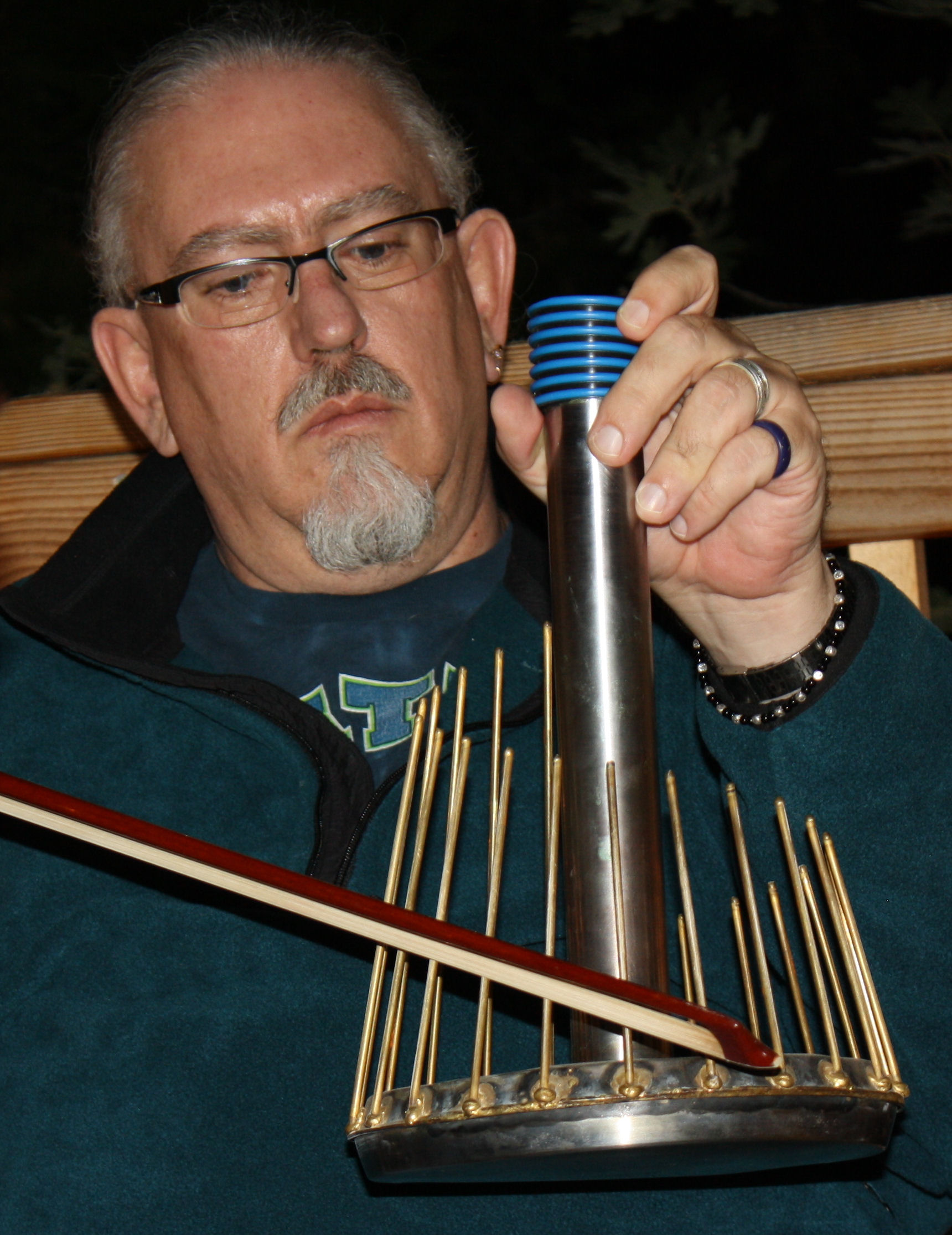
Un joueur de waterphone avec un archet.

On joue le waterphone sur les tiges avec un archet de violoncelle ou de contrebasse, ou avec des baguettes. On peut aussi frapper sous le conteneur comme un tambour d'eau ou jouer par friction avec une baguette superball. Il existe également des modes de jeux alternatifs, parmi lesquels chanter dans le tube, etc. Pour produire un effet d'écho et des variations de hauteurs lorsque le réservoir contient un peu d’eau, le musicien fait doucement bouger le réservoir lors du jeu,,.
Le waterphoniste Alexis Savelief a développé une notation pour le waterphone ainsi qu'un diagramme visuel de l'instrument, permettant de se repérer sur les tiges et de connaître les hauteurs produites selon l'emplacement de jeu. Il regroupe ses propositions de notation ainsi qu'une description de nombreux modes de jeu dans un Guide de Notation du Waterphone.
On joue du waterphone la plupart du temps assis, mais on peut aussi le suspendre. Les très gros modèles possédant de très longues tiges aussi bien vers le haut que vers le bas, sont d'ailleurs proposés suspendus ou sur un socle rotatif. Ils sont appelés R.S.G. (pour « Rotating Sound Generator »)

## Utilisation
Le waterphone a commencé à se répandre au début des années soixante-dix, notamment à Los Angeles, où ont eu lieu de nombreux enregistrements de musique de film. Le waterphone est en effet fréquemment utilisé en tant qu'effet en musique de film, pour susciter la peur, le malaise, ou évoquer le mystère et l'inconnu. De nombreuses bandes originales de Lalo Schifrin font appel à lui (entre autres L'Inspecteur Harry en 1971, Amityville, La Maison du Diable en 1979, Rush Hour en 1998), mais aussi Star Trek, le film (1979) de Jerry Goldsmith, et la trilogie Matrix (1999-2003) de Don Davis, etc.
Le waterphone est aussi utilisé en musique contemporaine par des compositeurs tels que Sofia Goubaïdoulina (St John Easteret On the Edge of the Abyss), et dans beaucoup d'autres styles de musique, notamment la musique d'ambiance et la chanson (Truelove's Gutter de Richard Hawley).
Le waterphone a également été utilisé dans le cadre de la communication avec des cétacés (d'où le nom d'un de ces modèles : whaler, qui fait référence à la baleine). Jim Nollman l'a notamment utilisé pour « dialoguer » avec des orques. On peut l'entendre en plage 12 de son disque Playing Music With Animals.